# Wardell Gray
Wardell Gray (Oklahoma City, 1921. február 13. – Las Vegas, 1955. május 25.) amerikai tenorszaxofonos.

## Pályafutás
Gray Detroitban nőtt fel, ahol klarinétozni tanult. Az Institute of Technology-n tanult és helyi zenekarokban játszott. 1943-45 között − akárcsak korábban Charlie Parker − Earl Hines alkalmazásában állt, ahol altszaxofonon, tenorszsxofonon és klarinéton játszott Hines big bandjében. 
1945-ben Los Angelesbe ment, ahol gyakran vívott tenorpárbajokat Dexter Gordonnal. Billy Eckstine bandájában játszott, és a nyugati parton turnézott Benny Carterrel. 1947-ben Charlie Parkerrel játszott. 1948-ban Benny Goodmanél játszott New Yorkban.
1949-ben Al Haiggel, Tommy Potterrel és Roy Haynes-szel készített felvételeket. 1950-ben és 1951-ben a Count Basie big bandben tevékenykedett, és szeptettjében is játszott. 1952-ben és 1953-ban együtt játszott Louie Bellsonnal, majd szabadúszó volt. Az 1950-es években alakult ki a kábítószer-függősége. 
Holttestét az út szélén találták Las Vegas mellett. Bár különböző források rejtélyesnek tartják halálának körülményeit, a wardellgray.org weboldal azt írja hogy a körülmények világosak: Las Vegasban kábítószer túladagolás következtáben halt meg a szállodai szobájában. A barátai nem akartak rendőrségi komplikációkba keveredni, ezért a holttestét egy autóval elvitték a sivatagba. A kirakásakor a test a földre esett és kitört a nyaka. Gray harmincnégy éves volt. Életrajzát Richard Carter írta meg Easy Swing  címmel.
Dexter Gordon mellett a bop-korszak egyik legjobb tenorszaxofonosának tartják a nyugati parton. A Lester Young által befolyásolt hangzását Stan Getz előfutáraként emlegetik.

## Albumok
- Tenor Sax Favorites (1951)
- The Chase and the Steeplechase (1952)
- Los Angeles All Stars (1953)
- Memorial Vol. 1 (1955)
- Memorial Vol. 2 (1955)
- Way Out Wardell (1956)
- Live in Hollywood (1977)